# Пекел (Требнє)
Пекел (словен. Pekel) — поселення в общині Требнє, регіон Південно-Східна Словенія, Словенія.